# 津田元信
津田 元信（つだ もとのぶ）は、安土桃山時代から江戸時代初期にかけての武将。別名は織田元信。通称は左衛門。

## 生涯
織田信勝（信行）の嫡男である津田信澄の次男として誕生。生母は明智光秀とその継室妻木煕子の娘のため、光秀と煕子の外孫にあたる。
織田信雄に仕え、その改易後には豊臣秀頼に仕えた。大坂の陣では兄織田昌澄とともに豊臣方として戦っている。